# Zdeněk Bobrovský
Zdeněk Bobrovský, né le 1er décembre 1933, à Rosice, en Tchécoslovaquie et mort le 21 novembre 2014, est un ancien joueur et entraîneur tchécoslovaque de basket-ball. Il est le frère de Jan Bobrovský.

## Palmarès
- Finaliste du championnat d'Europe 1951, 1955
- 3e du championnat d'Europe 1957